# Olšov
Olšov je přírodní rezervace poblíž obce Černá v Pošumaví v okrese Český Krumlov. Důvodem ochrany jsou močály a přechodně zaplavované plochy a na ně vázaná společenstva živočichů a rostlin, včetně zvláště chráněných druhů.